# La Ferroviaria Italiana
La Ferroviaria Italiana (conosciuta anche con l'acronimo LFI) è una società operante nel settore del trasporto pubblico locale in provincia di Arezzo e nelle zone limitrofe.

## Storia
L'azienda venne costituita a Milano il 30 gennaio 1914 come società anonima; i soci fondatori furono Ernesto Dubreunil, Henri Bloch e Marco Capelli. La sede legale fu stabilita a Milano, via Norigi 12, e l'oggetto sociale prevedeva la costruzione e l'esercizio di ferrovie e tramvie. Il capitale sociale iniziale era di un milione di lire, con sottoscrizione da parte dei tre soci costituenti dl 4 000 azioni del valore nominale di 250 lire.
La nascita della società fu conseguenza di un progetto ideato 16 anni prima, quando un consorzio costituito da alcuni comuni e aziende della Val di Chiana aveva incaricato Gambi di progettare una linea ferroviaria da Arezzo a Sinalunga, progetto presentato l'8 giugno 1899 al Consiglio Superiore dei Lavori Pubblici ed approvato dallo stesso il 15 novembre successivo. Poco dopo, la Società L'Ausiliare di Milano rilevò il progetto Gambi apportandovi alcune modifiche ed ottenne la concessione ministeriale per la costruzione e gestione di tale ferrovia, che prevedeva per cinquant'anni anche la concessione di una sovvenzione annua di esercizio di 7 000 lire per ogni km di linea.
Nel luglio successivo, con decreto ministeriale, la LFI subentrò alla società milanese L'Ausiliare nella costruzione ed esercizio della linea ferroviaria Arezzo-Sinalunga.
L'entrata dell'Italia nella prima guerra mondiale bloccò però i lavori, che poterono essere ripresi solo nel 1924. Alla ripresa dell’attività la società decise di dotare tale ferrovia di trazione elettrica a 3 000 Volt in corrente continua: dal 1928 iniziarono i lavori di elettrificazione, diretti da Giacomo Sutter, socio e presidente della LFI fin dal 1920.  La nuova linea venne aperta all'esercizio il 3 settembre 1930 tra le stazioni di Sinalunga ed Arezzo - Pescaiola e collegata alla stazione FS di Arezzo con autoservizi. Il 5 aprile del 1932 venne aperto anche il raccordo (Km 1+667) tra le due stazioni, consentendo così a tutti i treni di attestarsi nella stazione FS di Arezzo.
Nel 1928 l’assetto societario cambiò notevolmente a seguito dell’aumento di capitale sociale, da 1 a 5 milioni di lire. Il 31 dicembre 1928 furono registrate 16 000 nuove azioni a favore della Società per Lavori Pubblici e Imprese Industriali di Milano; nonostante questa ricapitalizzazione, connessa sicuramente a contropartite debitorie per i lavori di costruzione della ferrovia, la Società ebbe grosse difficoltà, anche per la contemporanea crisi internazionale che dal 1929 stava mettendo in ginocchio l’economia mondiale. Questo periodo di crisi si manifestò proprio nel momento di massimo sforzo per terminare i lavori di costruzione della ferrovia con la realizzazione del tratto Arezzo-Pescaiola. La nomina del commissario giudiziale non compromise tale sforzo e riuscì nell’intento di evitare il fallimento, grazie al concordato preventivo concluso nel 1931 da LFI con i suoi creditori. Il 1932 segnò, quindi, una seconda svolta per l’assetto azionario della Società. Secondo quanto deliberato dall’Assemblea Straordinaria del 6 aprile 1932, entrarono nuovi soci, a seguito dell’attribuzione delle nuove azioni ai creditori chirografari, in base al concordato preventivo raggiunto con l’Ufficiale Giudiziale.  Con l’emissione di n° 17 210 nuove azioni, venne ricostituito l’intero Capitale Sociale precedentemente abbattuto.  La stessa Assemblea del 6 aprile 1932 deliberò l’emissione di un prestito obbligazionario di 7,4 milioni di lire finalizzato a reperire i finanziamenti necessari a coprire le spese degli impianti e del materiale rotabile necessario all'avviamento dell'esercizio ferroviario. Ben 107 nuovi soci si aggiunsero agli azionisti “storici”.Tra i nuovi soci, che avevano convertito i propri crediti verso LFI in capitale della Società, figuravano anche importanti operatori industriali del settore quali: Soc. Ferrotaie di Milano, con 3 070 azioni; Soc. Tecnomasio Italiano Browm Boveri di Milano, con 1 881 azioni; SACFEM di Arezzo,  con 3 253 azioni; Stabilimento Dalmine di Genova con 388 azioni;  vari Istituti di Credito (Banca Cerutti Giuseppe di Genova con 381 azioni,  Banca Rosemberg di Milano con 91 azioni, Banca popolare di Pavia con 28 azioni, Nuovo Banco Italiano di Milano con 836 azioni). Oltre ai gruppi industriali e bancari figuravano notai, professionisti, amministratori della Società, fornitori vari, nonché la moglie e il figlio del Amministratore e Direttore di Esercizio Giacomo Sutter.
A causa delle distruzioni causate durante la seconda guerra mondiale (sia da parte alleata che dalle truppe tedesche), l'esercizio venne sospeso nella primavera 1944. A conflitto terminato, su spinta dell'opinione pubblica, dei sindacati e di alcune personalità politiche aretine (in primis gli onorevoli Amintore Fanfani e Galliano Gervasi), vinte le resistenze da parte di alcuni azionisti della LFI (tra cui la Società Italiana per le Strade Ferrate Meridionali) e i pareri negativi dei ministeri del Tesoro e dei Lavori Pubblici, nel settembre 1947 il Ministero dei trasporti autorizzò la ricostruzione della Arezzo-Sinalunga, che riaprì tra il 1948 e il 1949. Oltre un anno più tardi, il 24 settembre del 1950, dopo che furono ultimati anche i lavori di ricostruzione della galleria della Castellina, tra Foiano e Sinalunga, fu completata la riapertura dell’intera linea ferroviaria.
Contemporaneamente furono avviate trattative tra la LFI e la Società Veneta per l'unificazione della gestione delle ferrovie Arezzo-Sinalunga e Arezzo-Stia (nota anche come "ferrovia del Casentino", aperta nel 1888). Le trattative tra Ministero dei trasporti, LFI e "Veneta" si chiusero con un accordo in base al quale la LFI avrebbe acquisito la linea casentinese nello stato in cui si trovava, provvedendo a completare i lavori di ricostruzione e a gestire la linea assorbendo il personale impiegato, mentre la SV avrebbe lasciato in uso per due anni parte dei rotabili. La linea ricostruita fu aperta il 24 settembre 1950. La ferrovia del Casentino fu inizialmente esercitata con trazione a vapore in attesa del completamento dei lavori di elettrificazione, terminati nel 1954.
La seconda metà degli anni cinquanta vide un continuo aumento dei traffici sulle linee sociali, che proseguì sino ai primi anni sessanta. A partire dal 1962-1963 si verificò una pesante flessione del traffico viaggiatori, dovuta allo sviluppo della motorizzazione privata. Il calo della domanda sembrava inarrestabile. I viaggiatori della ferrovia Arezzo-Stia passarono dal 1359437, trasportati nel 1962, a 1 055 905 nel 1966. Quelli della ferrovia Arezzo-Sinalunga passarono dal 971 962,  trasportati nel 1962,  a 773.958 nel 1966.  La contemporanea apertura del tratto Firenze-Roma dell’Autostrada del Sole (ottobre 1964)  aveva impresso un'ulteriore accelerazione al declino della domanda di trasporto pubblico. Anche le merci subivano la concorrenza del trasporto su gomma, incentivato dalle scelte governative di sostegno alla FIAT. Ciò comportò il sopraggiungere di difficoltà economiche e finanziarie, nonostante che nel 1961 la Società avesse ottenuto dal Ministero dei trasporti la concessione della prima revisione della sovvenzione di esercizio, secondo quanto previsto dalla L. nº12211/1952. Inoltre,  a seguito di due denunce di irregolarità amministrative presentate da parte di un dipendente nell’agosto e ottobre 1964, dettero adito ad un periodo travagliato che comportò prima il cambio del Presidente della Società e, poi, nel 1965, la nomina di un Amministratore Giudiziario da parte del Tribunale di Arezzo.  Complice anche il ritardo nella predisposizione dell’istruttoria per ottenere dal Ministero la seconda revisione della sovvenzione di esercizio prevista dalla L.12211/1952, sembrava che la Società dovesse terminare la sua esistenza, come del resto sembrava orientato lo stesso Amministratore Giudiziario, che si stava adoperando per la sua messa in liquidazione.
La soluzione a questi problemi venne data due anni più tardi dai dipendenti iscritti alla CGIL che, credendo nelle capacità di LFI di risollevarsi, acquistarono un discreto pacchetto di azioni da alcuni soci privati. Venne così avviato un percorso di transizione e di accompagnamento al trapasso dalla proprietà privata a quella pubblica con la nomina di tre dipendenti in qualità di amministratori approvata dall’Assemblea dei Soci del 28 giugno 1967.  Il nuovo Consiglio di Amministrazione nominato servì a traghettare la Società in mano pubblica in modo non traumatico, favorendo tale transizione prima con la revoca dell’azione di responsabilità promossa nei confronti dei precedenti amministratori da parte dell’Amministratore Giudiziario Rag. Landi, poi con la cessione, avvenuta in data 30 ottobre 1968, delle azioni detenute dai dipendenti a favore del Comune e della Provincia di Arezzo.
L’ingresso nella Società di Provincia e Comune di Arezzo non era finalizzato solo a salvare un’importante Società del proprio territorio, ma anche ad utilizzarne l’organizzazione e il know how per un disegno di sviluppo del TPL, integrando l’offerta ferroviaria con i servizi di autolinee, collegando tramite autobus le stazioni ferroviarie con i territori limitrofi, al fine di addurre traffico aggiuntivo al treno. Inoltre,  ampliando l’offerta dei servizi, venivano diluiti i suoi costi fissi di struttura soprattutto quelli amministrativi, non più sopportabili dalla gestione della sola ferrovia. Del resto anche gli abitanti del Casentino e della Valdichiana premevano per avere una maggiore offerta su gomma da parte di una società ormai considerata pubblica.
Approfittando della contemporanea crisi dei gestori privati di autolinee, prostrati economicamente dall’esplosione dei costi di gestione e dal contemporaneo calo dei ricavi da traffico, non compensati da sovvenzioni pubbliche,  LFI estese la sua attività al trasporto di linea con autobus attraverso l'acquisizione di tali imprese iniziata nel settembre del 1970 con il rilevamento della prima autolinea privata  (Iacomoni di Civitella,  e conclusa il 30 giugno 1982,  con il rilevamento dei rami aziendale Sita del Casentino e della Valdichiana senese. Oltre a quello di SITA,  fra i principali rami aziendali assorbiti si ricordano quelli di: LAPEA (1972), che gestiva la linea Arezzo-Foiano-Bettolle; CORTONESE AUTOSERVIZI, che gestiva la linea Arezzo-Cortona; ATAS e PERUGINI (1974), che gestivano le autolinee di collegamento fra Sinalunga-Trequanda-Torrita-Montepulciano. I rilevamenti andavano di pari passo con le esigenze espresse dai nuovi soci pubblici di LFI. Con successivi aumenti di capitale sociale, infatti,  oltre al Comune e alla Provincia di Arezzo, divennero proprietari di LFI anche la Provincia di Siena e altri Comuni del territorio aretino e senese serviti dalla Società. Nel 1973 si aggiunsero, oltre alla Provincia di Siena, 12 comuni del Casentino, 7 comuni della Valdichiana aretina e 9 comuni della Valdichiana senese.  Nel 1983 si aggiunsero altri 3 comuni. Dopo l’ultimo rilevamento, i Comuni soci arrivarono a 32, con un territorio di 2820 km² e una popolazione servita di circa 270 000 abitanti. In poco tempo, la Società diventò così una delle principali aziende di trasporto pubblico della Regione Toscana. Tra l’altro la sola di tale Regione a gestire anche le uniche due ferrovie in concessione governativa rimaste in vita dopo la tumultuosa proliferazione di fine Ottocento e primi Novecento. Funzionale all'allargamento della propria offerta di servizi di trasporto, nel 1980, LFI intraprese anche l’attività di noleggio turistico. Alla fine di questo percorso LFI poteva garantire un’offerta di servizi oltremodo variegata, che non aveva uguali in Toscana. All’originaria gestione del trasporto ferroviario, viaggiatori e merci, e dell’infrastruttura ferroviaria, si erano aggiunti le autolinee integrative al treno, le autolinee interurbane, le autolinee urbane, le autolinee regionali (collegamento fra capoluoghi di provincia), le autolinee ministeriali, il noleggio di rimessa e i noleggi scolastici. Il tutto con fattori produttivi, che nel 2009, periodo di massima espansione dei servizi, ammontavano a 386 dipendenti,  194 autobus e 9 composizioni di treni, per una produzione complessiva di 9,6 milioni di percorrenze chilometriche.
L’anno di massima espansione dei servizi su gomma si ebbe nel 2009, successivamente al rilevamento del ramo aziendale ATAM di Arezzo,  con 8853346 km di percorrenze offerte, di cui 8001028 km prodotti direttamente con 271,4 dipendenti e 192 autobus e il resto prodotti tramite sub affidamenti a vettori privati. Il periodo di maggiore espansione della domanda avvenne negli anni 1983-84 durante i quali LFI trasportò, tra ferro e gomma, una media annua di 9 milioni di passeggeri.
Il 1986 si caratterizzò come un anno di grandi eventi nella storia della LFI. Ottenne rapidamente la Quarta Revisione della sovvenzione di esercizio per la gestione ferroviaria e autolinee integrative al treno. Con il D.L. nº 833 del 9 dicembre 1986, convertito in Legge nº 18 si concretizzò la possibilità di ricevere ulteriori finanziamenti per il settore gomma dalla Regione Toscana e dagli enti proprietari; infine, in base alla Legge 910/1986, furono assegnati a LFI 100 miliardi di lire per gli investimenti necessari alla modernizzazione della rete ferroviaria.
Tutti questi provvedimenti facevano presagire per LFI un periodo fecondo, dopo anni di duro lavoro improntato al risanamento economico-finanziario ed al rafforzamento patrimoniale. Invece sorsero inaspettati problemi. La legge 910/1986 si trasformò in un boomerang poiché fu la causa della mancata proroga della concessione ministeriale, in scadenza l’anno successivo.  Mentre prima della Legge 910/1986 i rinnovi della concessione presentate erano un puro atto formale per Società concessionarie come LFI, che si erano contraddistinte per l’oculata gestione ferroviaria, come attestato dal voto della commissione interministeriale nº872/A del 4 giugno 1986, con il quale era stata concessa la 4ª revisione della sovvenzione, in maniera del tutto illegittima Il Ministero dei trasporti non rinnovò la concessione ferroviaria e dal 27 novembre 1987 venne creata una Gestione Governativa Commissariale con la ragione sociale FSAS (Ferrovia Stia-Arezzo-Sinalunga) per gestire direttamente in capo allo stesso Ministero le ferrovie Arezzo-Stia e Arezzo-Sinalunga, gestione che durò fino al 28 febbraio 1992, allorché venne ufficialmente decretata l’illegittimità del provvedimento ministeriale; prima dal TAR del Lazio e, successivamente, dal Consiglio di Stato, cui si era appellato il Ministero. Durante questo periodo la Società LFI continuò, comunque, a gestire tutte le altre tipologie di mobilità su gomma, compreso il TPL di concessione regionale. Dal 1º marzo 1992 LFI tornò gestire le due storiche ferrovie aretine, anche se, quella del Casentino, cui peraltro erano stati smantellati ben 22 km di binario e di linea elettrica, era ancora interrotta perché la gestione governativa (FSAS)  non aveva ripristinato la frana avvenuta alla fine del 1987 in località “Mottacce”. Dopo poco più di un anno, LFI riaprì al servizio viaggiatori l’intera ferrovia.
Pur avendo ripristinato le sinergie gestionali (diluizione dei costi fissi amministrativi tra gestione ferro e gomma) con il riottenimento della concessione ministeriale, LFI intraprese dal 1990 al 2000 anche una profonda ristrutturazione gestionale del settore gomma, attivando l’esternalizzazione dei processi di manutenzione dei propri autobus e numerosi sub affidamenti a privati di linee marginali, operative quasi esclusivamente in zone montuose e scarsamente abitate. Alla fine di questo percorso, già dal 2001 LFI poteva evidenziare economie gestionali per alcuni miliardi di lire. I dipendenti del settore gomma della Società erano scesi da 279 a 169 unità solo per effetto del blocco parziale del turn over, avendo in questo periodo esternalizzato o dismesso le proprie officine e sub affidato a gestori privati le proprie autolinee marginali per 611086 km, nonché i tutti i servizi di colletteria e biglietteria dei propri titoli di viaggio.
Dal 2005 al 31 luglio 2010 LFI ha fatto parte, assieme ad altri vettori pubblici e privati, delle Scarl Etruria Mobilità, di cui era capogruppo, e Siena Mobilità, risultate aggiudicatarie dei servizi TPL gomma a seguito di apposite gare bandite dalle Province di Arezzo e Siena, con le quali stipularono poi specifici contratti di servizio sulla base di quanto previsto dalla riforma del D.Lgs. 422/1997. Sempre in base a questa riforma del TPL e del successivo DPCM 16-11-2000, che aveva stabilito le procedure per il passaggio delle ferrovie in concessione dallo Stato alle Regioni, dal 1º gennaio 2001 LFI stipulò con la Regione Toscana appositi contratti di servizio che regolamentavano la gestione del servizio e della rete
Negli ultimi 40 anni LFI ha attivato notevoli investimenti per il rinnovo del proprio parco rotabile (autobus e treni) e per dotarsi di immobili, soprattutto depositi e strutture per l’utenza (terminal-autostazioni), e attrezzature per migliorare e rendere più sicuri i servizi offerti al pubblico. L’investimento complessivo, dal 1981 al 2010, è stato di oltre 97 milioni di euro, di cui 60 realizzati con autofinanziamento e per la parte residua con contributi pubblici.
Nel 2002 le Province di Arezzo e Siena cedettero il 40% delle proprie azioni di LFI (30% al raggruppamento Alexa, a seguito di bando di gara, e 10% alla stessa LFI, realizzando una plusvalenza patrimoniale complessiva di oltre 13 milioni di euro.
Dal 1º gennaio 2005, sulla base di quanto previsto dal Piano Industriale della Società 2004-2007 varato l’anno precedente, vennero create le S.p.A. Trasporto ferroviario Toscano e Rete Ferroviaria Toscana, cui vennero rispettivamente affidati i rami aziendali del trasporto e dell’infrastruttura ferroviaria scorporati dalla Società madre LFI al fine di rispettare l’obbligo della separazione contabile prevista dalla normativa europea 91-440 e D.Lgs 188/2003. Sempre dal 1º gennaio 2005 venne creata la Srl LFI Service per la gestione del patrimonio immobiliare a seguito di Spin Off operato dalla Soc. madre LFI che rimase operativa come Holding, cui era affidato la direzione delle suddette tre newco da essa controllate.
Dal 1º marzo 2008 LFI ha iniziato a gestire anche il servizio urbano di Arezzo a seguito di apposito rilevamento del ramo aziendale della Soc. ATAM, con cui vennero acquisiti ulteriori 106 dipendenti, 54 autobus, per lo più vecchi e obsoleti, e circa 2 000 000 di km di percorrenza. Dal 1º agosto 2010 tutto il settore TPL gomma di LFI venne scorporato e confluito nella Newco Tiemme S.p.A., che gestisce tutti i servizi gomma delle Province di Arezzo-Siena-Grosseto e parte di quella di Livorno a seguito di contemporaneo e analogo conferimento dei rispettivi rami aziendali da parte delle Società: TRA.In di Siena, RAMA di Grosseto e ATM di Piombino. In cambio degli asset portati con tale conferimento a LFI è stata assegnata una partecipazione azionari della Soc. Tiemme del 30,32%.
Dal 1º gennaio 2015 LFI ha cessato di operare come Holding a seguito di operazioni di fusione per incorporazione delle Società controllate LFI Service, avvenuta l'anno precedente e Rete Ferroviaria Toscana. Pertanto, attualmente LFI gestisce direttamente il proprio patrimonio immobiliare e l’infrastruttura ferroviaria delle linee Arezzo-Stia e Arezzo-Sinalunga, mentre continua a detenere il 100% delle azioni della propria controllata Trasporto Ferroviario Toscano S.p.A. Sia LFI che TFT stanno sottoscrivendo nuovi contratti di servizio con la Regione Toscana che regolamenteranno la gestione dell’infrastruttura ferroviaria e del trasporto ferroviario delle linee Arezzo-Stia e Arezzo-Sinalunga fino a che non saranno bandite le gare europee.

## Assetto attuale

### Divisione ferroviaria
A partire dal 1º gennaio 2005 la divisione ferroviaria è stata scissa in due distinte società:
- Rete Ferroviaria Toscana (RFT), che cura per conto della Regione Toscana la gestione delle infrastrutture costituenti le linee ferroviarie Arezzo-Stia ed Arezzo-Sinalunga. Tale Società è stata poi di nuovo incorporata in LFI dal 2015 a seguito di fusione per incorporazione con la Società controllante
- Trasporto Ferroviario Toscano (TFT), impresa ferroviaria attiva nel trasporto regionale e merci, titolare della licenza ferroviaria nº 8. Tale Società è posseduta al 100% dalla controllante LFI S.p.A.

### Divisione automobilistica
Dal 1º gennaio 2005 al 31 luglio 2010, in seguito alla decisione della Regione di assegnare il trasporto pubblico locale su gomma ad un unico gestore per ciascuno dei 14 lotti istituiti, La Ferroviaria Italiana, ha fatto parte delle seguenti Società consortili:
- Etruria Mobilità s.c.a.r.l.
- Siena Mobilità s.c.a.r.l.

Dal 1º agosto 2010, a seguito di scorporo del ramo aziendale gomma, confluito nella newco Tiemme S.p.A., LFI non gestisce più direttamente i servizi di TPL gomma, ma solo indirettamente tramite la suddetta Tiemme S.p.A., la quale gestisce tali servizi in tutto il territorio della Toscana Meridionale a seguito dei contemporanei conferimenti dei rispettivi rami aziendali gomma delle Società: TRAIN di Siena, RAMA di Grosseto e ATM di Piombino.
Dal 2021 la gestione del trasporto pubblico e dei servizi integrativi ferroviari è affidata ad Autolinee Toscane.